# Landgraben-Dumme-Niederung nördlich Salzwedel
Landgraben-Dumme-Niederung nördlich Salzwedel este o arie protejată (arie specială de conservare — SAC, sit de importanță comunitară — SCI) din Germania întinsă pe o suprafață de 2.903 ha, integral pe uscat.

## Localizare
Centrul sitului Landgraben-Dumme-Niederung nördlich Salzwedel este situat la coordonatele 52°52′57″N 11°06′16″E / 52.8825°N 11.1044°E.

## Înființare
Situl Landgraben-Dumme-Niederung nördlich Salzwedel a fost declarat sit de importanță comunitară în octombrie 2000 pentru a proteja 12 specii de animale. Situl a fost protejat și ca arie specială de conservare în decembrie 2018.

## Biodiversitate
Situată în ecoregiunea continentală, aria protejată conține 9 habitate naturale: Pășuni continentale udate de apa mării, Lacuri eutrofice naturale cu vegetație de tip Magnopotamion sau Hydrocharition, Cursuri de apă de la nivel de câmpie la nivel montan, cu vegetație Ranunculion fluitantis și Callitricho-Batrachion, Liziere de ierburi înalte hidrofile de câmpie și de nivel montan până la alpin, Fânețe de joasă altitudine (Alopecurus pratensis, Sanguisorba officinalis), Păduri de fag Luzulo-Fagetum, Păduri de stejar sau de stejar și carpen sub-atlantice și medio-europene de Carpinion betuli, Păduri acidofile de stejar bătrân cu Quercus robur pe câmpii nisipoase, Păduri aluvionare cu Alnus glutinosa și Fraxinus excelsior (Alno-Padion, Alnion incanae, Salicion albae).
La baza desemnării sitului se află mai multe specii protejate:
- amfibieni (1): triton cu creastă (Triturus cristatus)
- mamifere (2): liliac cârn (Barbastella barbastellus), vidră de râu (Lutra lutra)
- nevertebrate (4): Coenagrion ornatum, Ophiogomphus cecilia, Vertigo angustior, Vertigo moulinsiana
- pești (5): avat (Aspius aspius), Cobitis taenia Complex, cicar (Lampetra planeri), țipar (Misgurnus fossilis), boarță (Rhodeus amarus)

Pe lângă speciile protejate, pe teritoriul sitului au mai fost identificate 11 specii de plante, 6 specii de amfibieni, 10 specii de mamifere, 4 specii de nevertebrate, 3 specii de pești, 2 specii de reptile.